# Wambierzyce
Wambierzyce (niem. Albendorf, czes. Vambeřice) – wieś w Polsce, położona w województwie dolnośląskim, w powiecie kłodzkim, w gminie Radków. Ośrodek pielgrzymkowy i turystyczny, zwany śląskim Jeruzalem.

## Nazwa wsi
12 listopada 1946 r. nadano miejscowości polską nazwę Wambierzyce; nazwa ta pochodzi od czeskiej nazwy Vambeřice, używanej przez pielgrzymów z Czech i Moraw. Ta z kolei jest przyswojeniem (poprzez formę „Valbeřice”) najwcześniejszej formy niemieckiej – Albendorf.

## Integralne części wsi
| SIMC    | Nazwa             | Rodzaj     |
| ------- | ----------------- | ---------- |
| 0855196 | Górne Wambierzyce | część wsi  |
| 0855204 | Jelenia Głowa     | przysiółek |

## Historia

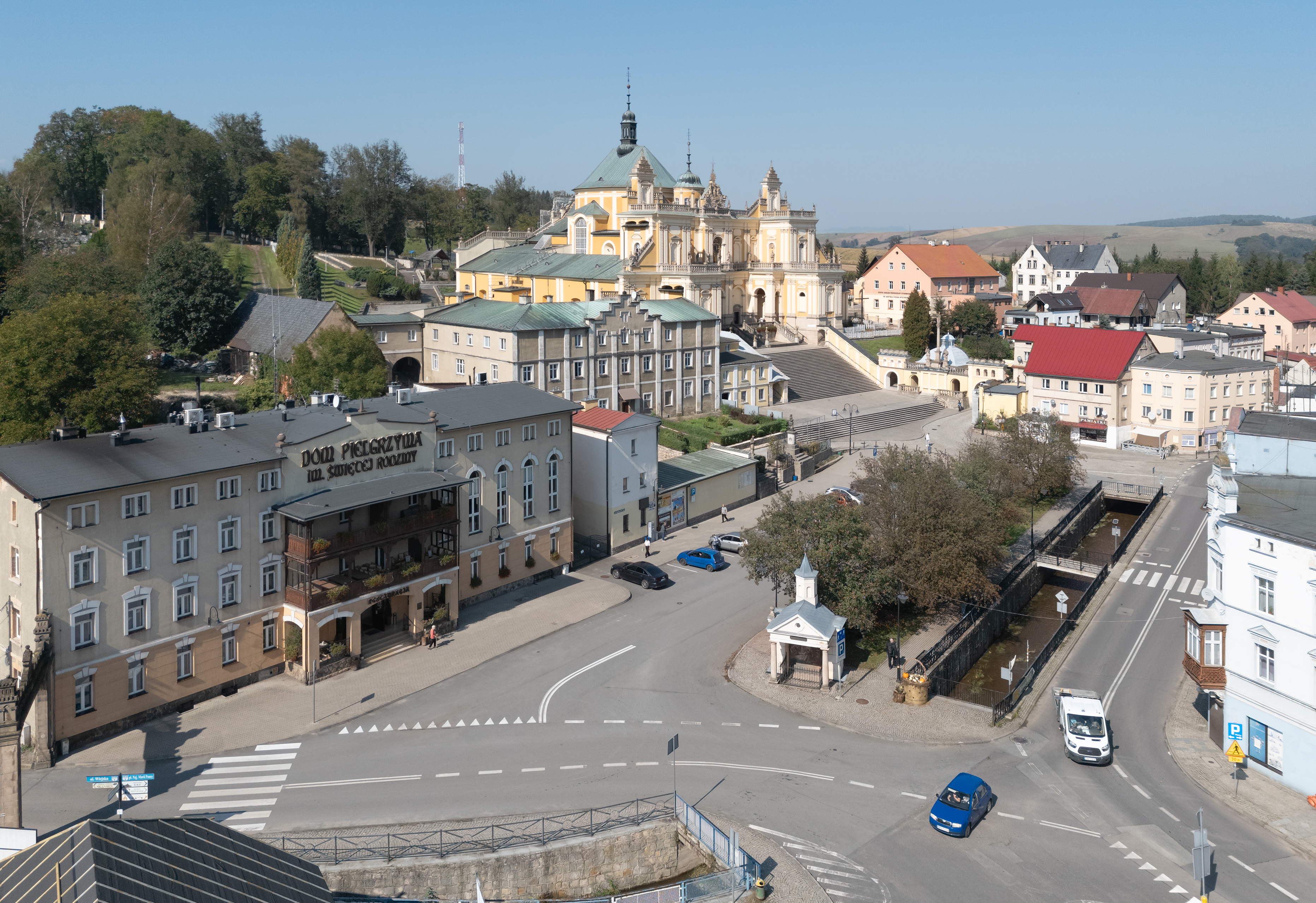
Rynek w Wambierzycach

Wambierzyce zostały założone najprawdopodobniej w roku 1253 przez króla czeskiego Przemysła Ottokara II, który sprowadził tu osadników z Turyngii. W roku 1330 miejscowość należała do joannitów z Kłodzka, a od końca XIV wieku na ponad dwieście lat przeszła na własność rodziny von Pannvitzów. Od 1677 wieś była własnością bogatych mieszczan z Opawy, rodziny Osterbergów, która osiedliła się w pobliskim Ratnie.
Na początku XVIII wieku wybudowano w Wambierzycach kościół Nawiedzenia Najświętszej Maryi Panny, o barokowej architekturze (krużganki dookoła owalnej nawy, 11 kaplic). Świątynia została wybudowana w miejscu drewnianej kaplicy z 1263. Powstanie w miejscowości sanktuarium maryjnego związane jest z XII-wiecznym przekazem, wedle którego niewidomy Jan z Ratna miał w tym miejscu odzyskać wzrok, a jego oczom miała ukazać się postać Matki Bożej. We wnętrzu świątyni znajduje się m.in. wykonana z drewna lipowego rzeźba Matki Boskiej Królowej Rodzin, datowana na XIV w. (inne źródła podają XIII w.) ukoronowana w 1980.
W 1936 kościołowi nadano tytuł bazyliki mniejszej. Miejscowość była już wówczas znaczącym ośrodkiem ruchu pielgrzymkowego. W okresie przed drugą wojną światową sanktuarium rocznie odwiedzało od 100 do nawet 200 tys. pątników ze Śląska, Czech, Słowacji, Niemiec (Łużyc), Austrii, Węgier i Polski.
W 1945 miejscowość włączono w granice Polski. Pierwsze grupki polskich osadników dotarły do Wambierzyc jeszcze w sierpniu tego roku. Byli to repatrianci zza Bugu, górale oraz rolnicy z Kielecczyzny. W styczniu 1946 r. w miejscowości było ok. 2500 ludności niemieckiej (w tym uciekinierzy z Berlina i Wrocławia) oraz ok. 500 polskiej. Ludność niemiecką wkrótce wysiedlono do Niemiec. Pierwsza ich partia opuściła Wambierzyce 29 marca 1946 r., a ostatnia 21 października tegoż roku.
Świątynia góruje nad rynkiem, z którego prowadzi do niej 57 schodów o symbolicznym znaczeniu: 9 (liczba chórów anielskich) + 33 (wiek Chrystusa w chwili ukrzyżowania) + 15 (wiek Marii w chwili poczęcia Chrystusa). Ponadto w okresie od końca XVII do XIX w. powstała w Wambierzycach, z inicjatywy Daniela von Osterberga, właściciela Wambierzyc w owym czasie, kalwaria z około 100 kaplicami i kapliczkami oraz 12 bramami. Płynący przez miejscowość strumień nosi nazwę Cedron, nazwy okolicznych wzgórz nawiązują do tematyki biblijnej (Tabor, Syjon, Horeb itp.). Odnosi się to w swojej symbolice do Jerozolimy z czasów, kiedy żył Chrystus. W 1882 wykonana została w miejscowości, przez miejscowego zegarmistrza Longinusa Wittiga, ruchoma szopka z ponad 800 figurkami.
W latach 1975–1998 wieś należała administracyjnie do województwa wałbrzyskiego.

## Zabytki
Według rejestru zabytków Narodowego Instytutu Dziedzictwa na listę zabytków wpisane są obiekty:
- kościół parafialny Nawiedzenia Najświętszej Marii Panny, z lat 1695–1750,
- zespół kalwarii, kaplice na górze Tabor i górze Kalwaria, kaplice i bramy na obszarze miasta, z XVII w., przebudowane w XIX w.,
- hotel, obecnie dom wycieczkowy, pl. Najświętszej Marii Panny 1, z drugiej połowy XIX w.,
- stajnie, z drugiej połowy XIX w.

## Festiwal imienia Ignaza Reimanna
Od 2002 r. w Wambierzycach odbywa się Międzynarodowy Festiwal imienia Ignaza Reimanna, kompozytora muzyki kościelnej, który się tu urodził. Inauguracja miała miejsce 13 października 2002 r. Inicjatorami tego muzycznego wydarzenia byli: Stanisław Paluszek (organista bazyliki w Wambierzycach), Siegmud Pchalek (niemiecki biograf Reimanna), Ryszard Szkoła (kustosz bazyliki) oraz Clemens Tommek (Niemcy). Festiwal od początku miał charakter międzynarodowy. Podczas pierwszej jego edycji zaprezentowali się artyści z Polski, Czech i Niemiec. Wykonali oni wówczas wspólnie jedną z kompozycji Ignazego Reimanna – „Pastoralmesse in C”, tzw. „Christkindlmesse”. W latach późniejszych podczas imprezy prezentowali się również artyści z innych zakątków Europy. Corocznie odbywający się Festiwal Reimanna to również okazja do spotkań z gośćmi związanymi z muzyką bądź z samym kompozytorem i jego twórczością. Obecnie koncerty w ramach festiwalu odbywają się nie tylko w Wambierzycach, Krosnowicach i Radkowie, ale i w całym rejonie, po obu stronach granicy.

## Muzeum
- W miejscowości znajduje się m.in. prywatne muzeum: Skansen Dawnych Sprzętów (ul. Wiejska 52)[9].

## Osoby związane z Wambierzycami
- Daniel Paschasius von Osterberg (1634–1711), dawny właściciel i mecenas wambierzyckiego sanktuarium.
- Joseph Knauer (1764–1844), arcybiskup wrocławski, proboszcz wambierzycki w latach 1794–1814.
- Ignaz Reimann (1820–1885), pedagog, muzyk i kompozytor, który tu się urodził[9].
- Arno Herzig (ur. 1937), niemiecki historyk.
- Hubertus Tommek (1940–2021), niemiecki ksiądz jezuita, pedagog, pisarz (dzisiejszy wambierzycki dom pielgrzyma był własnością rodziny Tommek).

## Szlaki turystyczne
- Główny Szlak Sudecki: Przełęcz Srebrna – Słupiec – Kościelec – Ścinawka Średnia – Wambierzyce – Skalne Grzyby – Karłów[9],
- Polanica-Zdrój – Bukowa – Borowina – Niżkowa – Batorówek – Skalne Grzyby – Wambierzyce – Radków – Stroczy Zakręt[9],
- Ścinawka Średnia - Ścinawka Średnia (stacja kolejowa) - Gorzuchów – Suszyna – Raszków – Wambierzyce
- Kamienna Góra – Wolarz - U Huberta – Szczytna – Chocieszów – Wambierzyce[13]

## Galeria

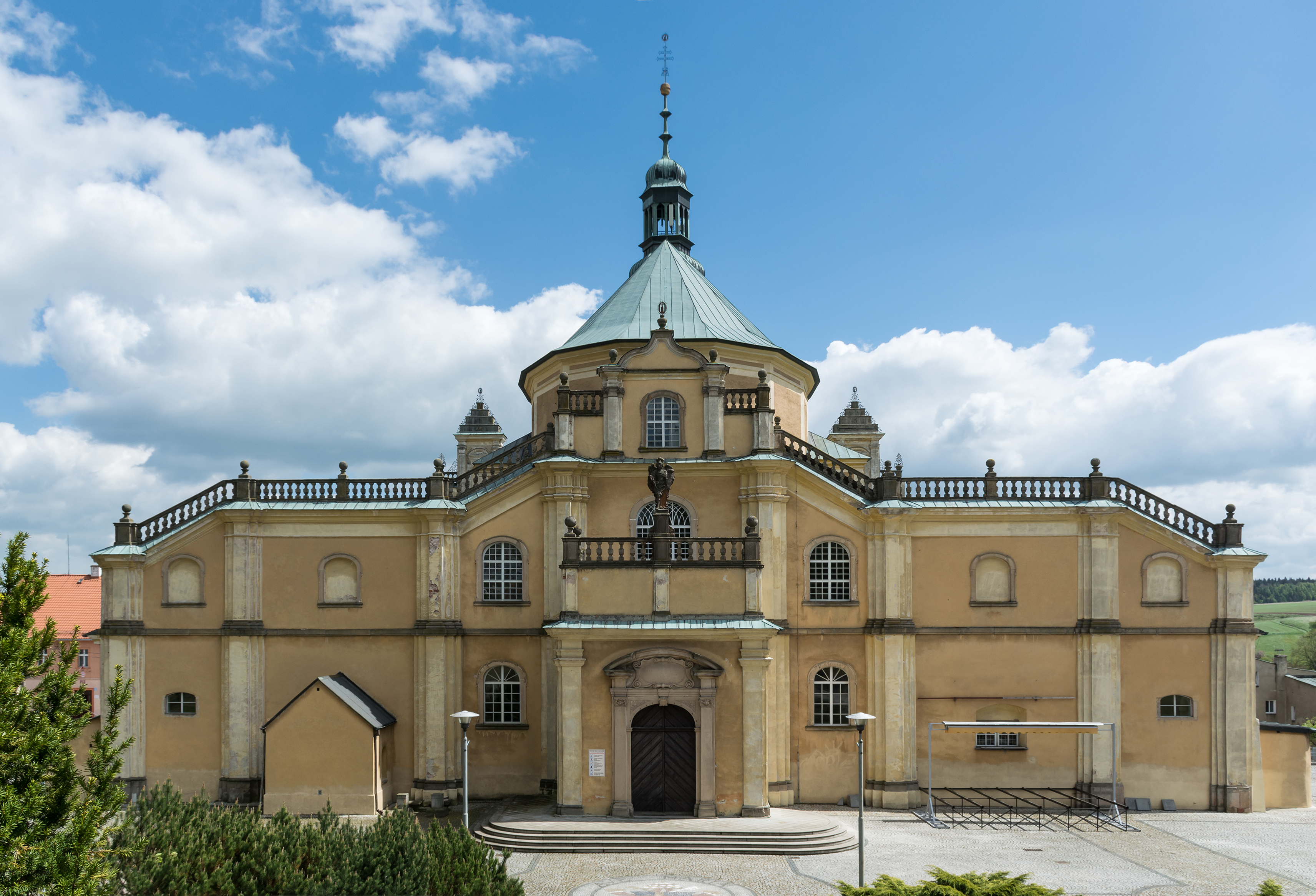
Bazylika
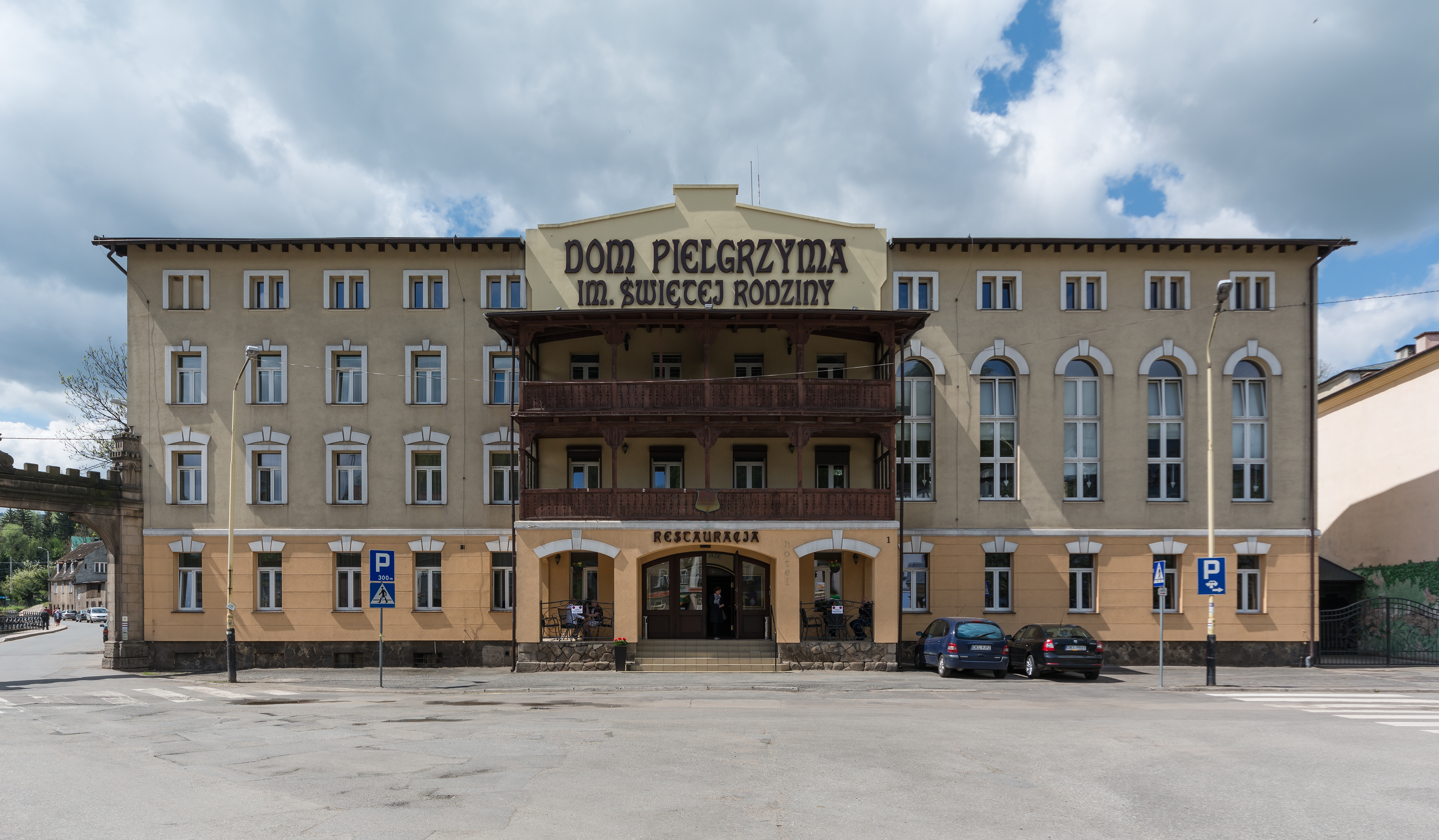
Dom Pielgrzyma
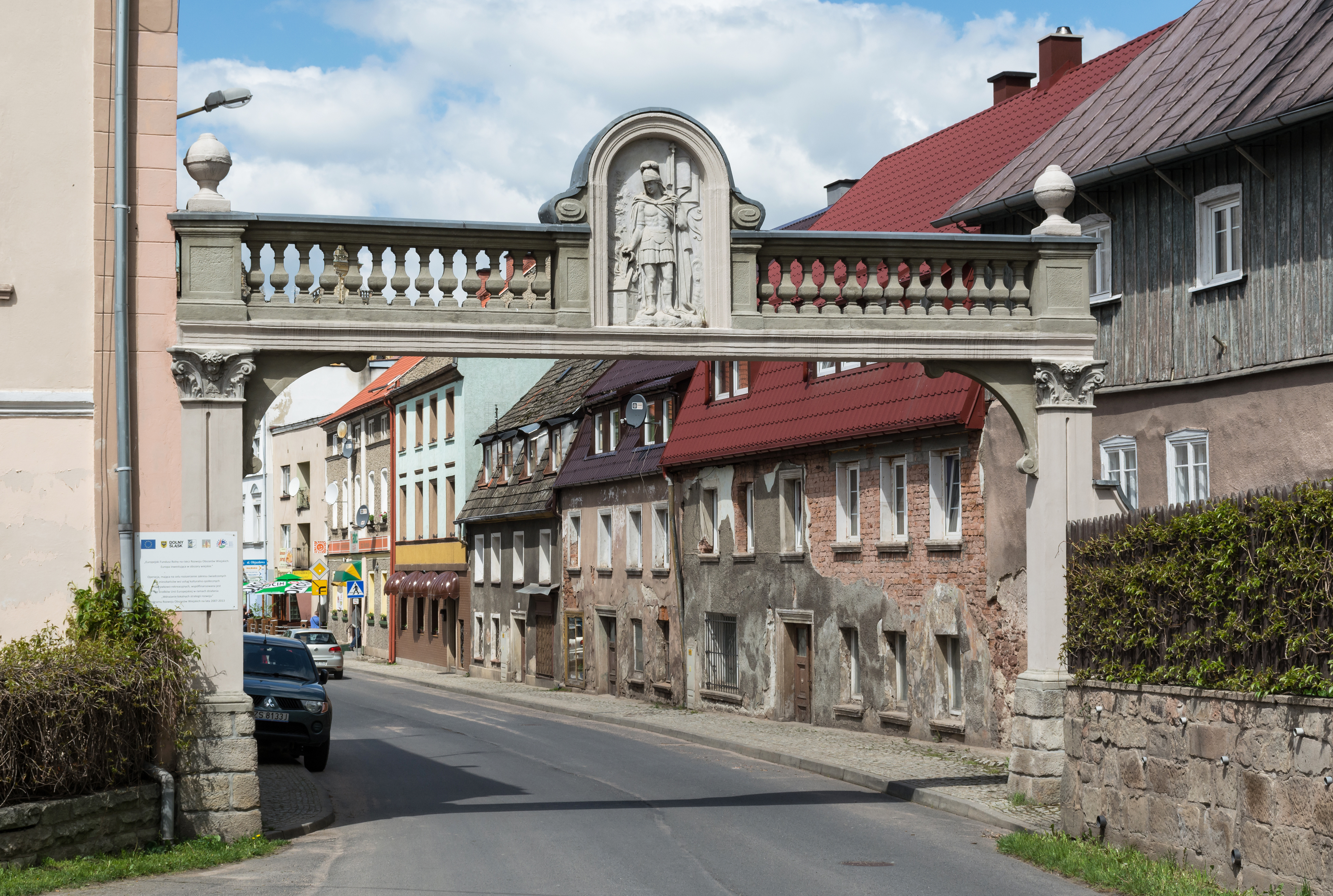
Brama Gihon
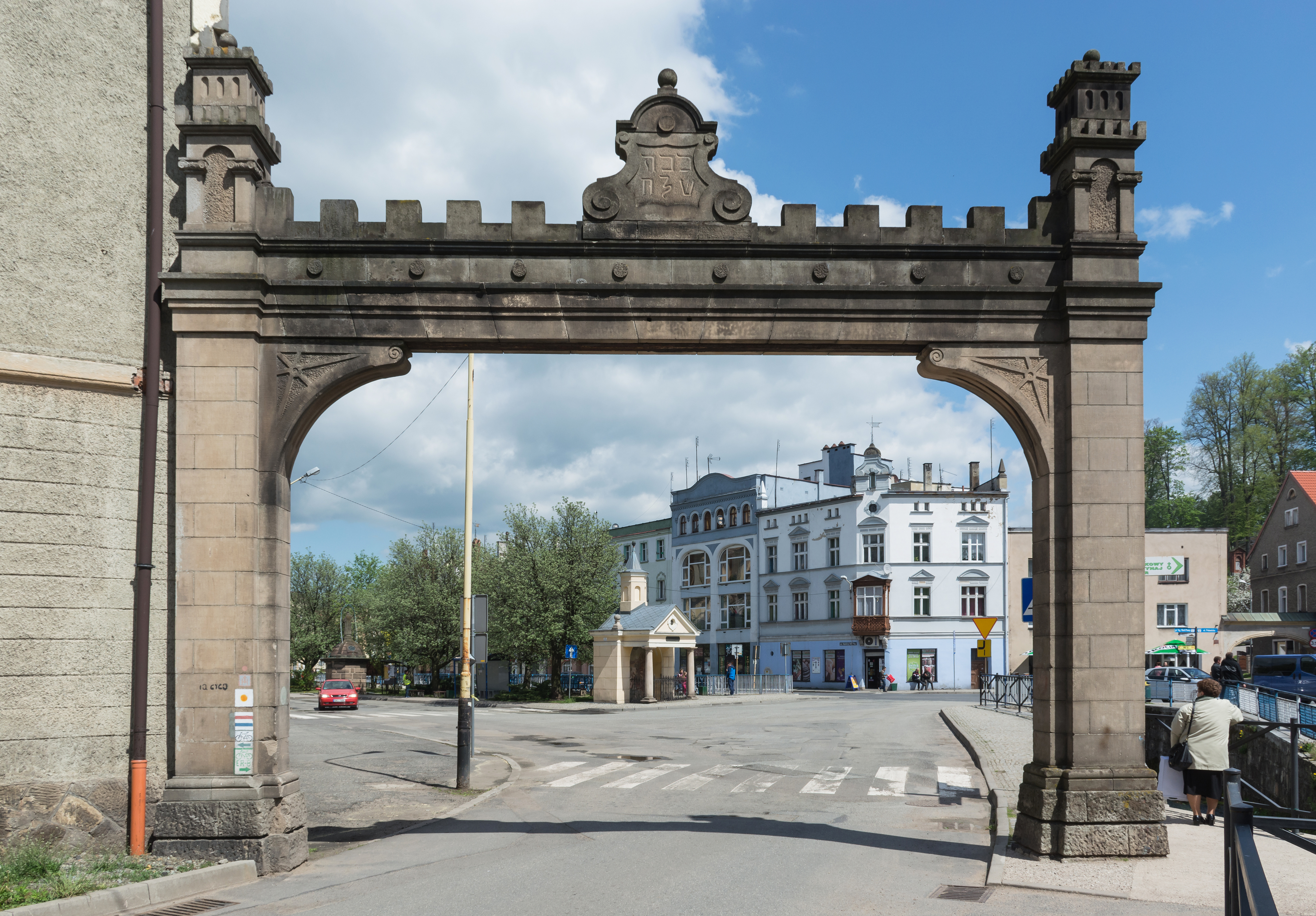
Brama Jerozolimska
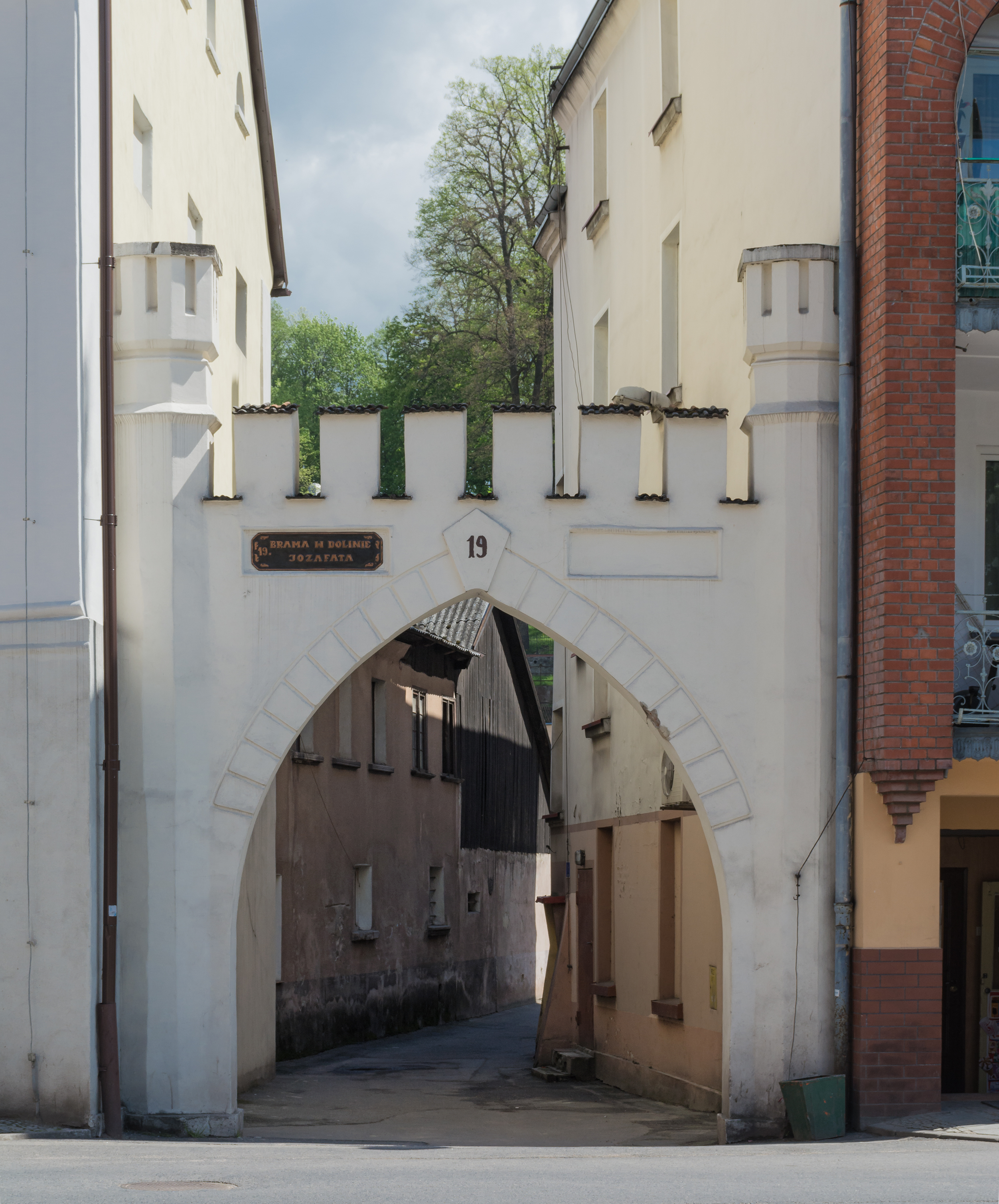
Brama w dolinie Jozafata
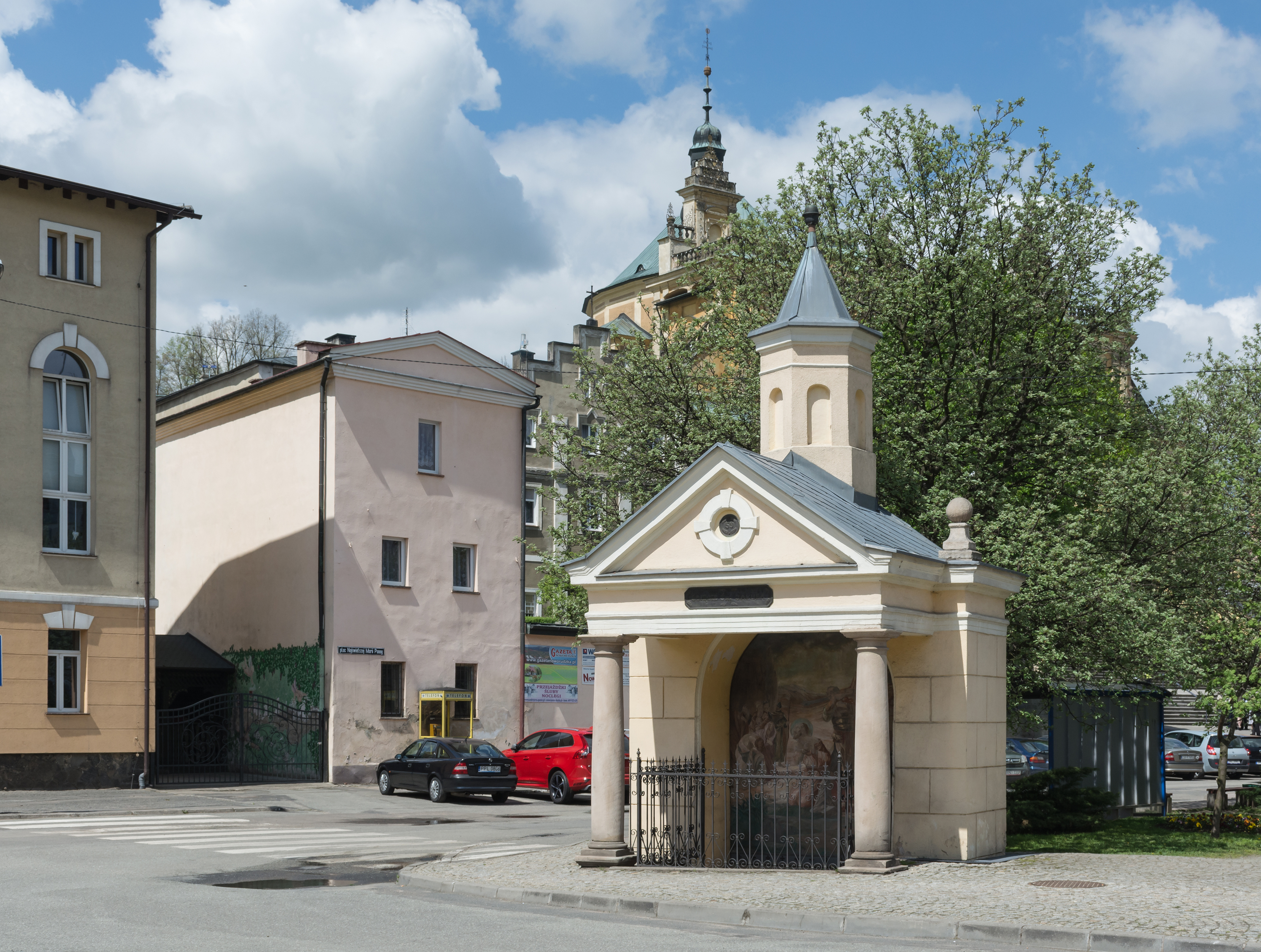
Kaplica ścięcia św. Jakuba
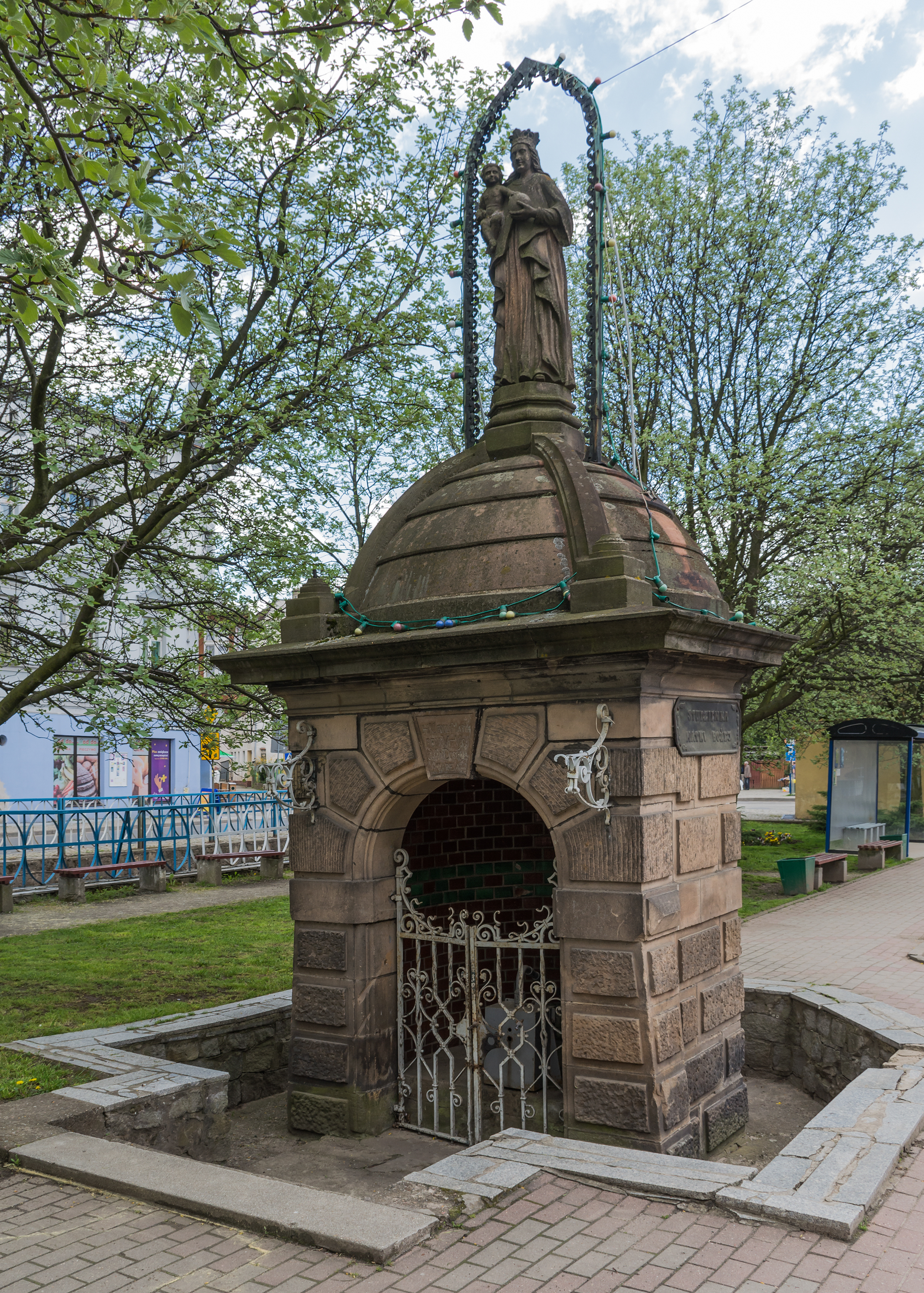
Studzienka Matki Bożej